# Смокинг (коктейль)
«Смокинг» (итал. Tuxedo) — алкогольный коктейль на основе джина, сухого вермута, апельсинового биттера, бесцветного сухого фруктового ликёра, изготавливаемого из мараскиновой вишни и абсента. Классифицируется как коктейль на весь день (англ. All day cocktail). Входит в число официальных коктейлей Международной ассоциации барменов (IBA), категория «Незабываемые» (англ. Unforgettables).

## Рецепт и ингредиенты
Состав:
- джин «Old Tom Gin» — 30 мл
- сухой вермут — 30 мл
- ликёр Мараскино — ½ барной ложки
- абсент — ¼ барной ложки
- апельсиновый биттер — 3 дешь (5 — 6 капель).

Метод приготовления: стир & стрейн. Ингредиенты охлаждают в смесительном стакане со льдом и отфильтровывают в коктейльный бокал мартини. Готовый коктейль украшают лимонным твистом (завитком цедры лимона) и коктейльной вишней. Подают в коктейльном бокале или бокале для мартини.